# مورغان بي. وليامز
مورغان بي. وليامز (بالإنجليزية: Morgan B. Williams) هو سياسي أمريكي وبريطاني، ولد في 17 سبتمبر 1831 في المملكة المتحدة، وتوفي في 13 أكتوبر 1903 في ويلكس بار في الولايات المتحدة. حزبياً، نشط في الحزب الجمهوري. وقد انتخب عضو مجلس ولاية بنسيلفانيا وانتخب عضو مجلس النواب الأمريكي.